# David Obua
David Obua, né le 10 avril 1984 à Kampala (Ouganda), est un ancien footballeur ougandais ayant évolué au poste de milieu de terrain.

## Biographie

### En club
David Obua est le fils de Denis Obua, ancien footballeur international ougandais. C'est aussi le neveu de l'ancien athlète ougandais John Akii-Bua, premier médaillé d'or olympique du pays, lors des Jeux olympiques d'été de 1972, sur l'épreuve du 400 mètres haies.
Formé au Police FC en 1999, il signe son premier contrat professionnel aux États-Unis à l'Express de Raleigh et aux Hammerheads de Wilmington entre 1999 et 2001 mais il ne réussit pas à s'imposer. 
Il retourne au pays pour le club de l'Express FC de 2002 à 2005 avec un intermède mauricien (AS Port-Louis 2000 en 2003-2004). Il est deux fois finaliste de la Coupe d'Ouganda en 2002 et en 2004. Pendant son séjour à l'île Maurice, il remporte le championnat mauricien et finit finaliste de la Coupe de Maurice en 2003.
De 2005 à 2008, il est évolue en Afrique du Sud, aux Kaizer Chiefs où il remporte la Coupe d'Afrique du Sud en 2006 et termine troisième du championnat en 2006.
Après un essai non concluant à West Ham United en 2008, il signe à Heart of Midlothian, en Écosse. Il passe alors quatre saisons dans ce pays avant que son contrat ne soit pas renouvelé. Sans proposition après presque trois années d'inactivité, il décide de prendre sa retraite sportive le 25 mars 2015.

### Carrière internationale
En tant que milieu, il est international ougandais depuis 2003. Il remporte deux coupes CECAFA en 2003 et en 2008. Il inscrit 5 buts dans les éliminatoires de la CAN 2008, ratant d'un but la qualification pour la CAN 2008. Il inscrit un but contre le Niger dans le cadre des éliminatoires de la Coupe du monde 2010, mais l'Ouganda est éliminé au second tour.

## Statistiques
| Saison                | Club                   | Championnat             | Championnat | Championnat | Coupe(s) nationale(s) | Coupe(s) nationale(s) | Compétition(s) continentale(s) | Compétition(s) continentale(s) | Compétition(s) continentale(s) | Total | Total |
| Saison                | Club                   | Division                | M.          | B.          | M.                    | B.                    | Comp.                          | M.                             | B.                             | M.    | B.    |
| 2006-2007             | Kaizer Chiefs          | Premier Soccer League   | 23          | 0           |                       | 0                     | -                              | -                              | -                              | 23    | 0     |
| 2007-2008             | Kaizer Chiefs          | Premier Soccer League   | 16          | 2           | 0                     | 0                     | -                              | -                              | -                              | 16    | 2     |
| Sous-total            | Sous-total             | Sous-total              | 39          | 2           | 0                     | 0                     | -                              | -                              | -                              | 39    | 2     |
| 2008-2009             | Heart of Midlothian FC | Scottish Premier League | 27          | 2           | 3                     | 0                     | -                              | -                              | -                              | 30    | 2     |
| 2009-2010             | Heart of Midlothian FC | Scottish Premier League | 32          | 3           | 3                     | 0                     | C3                             | 2                              | 0                              | 37    | 3     |
| 2010-2011             | Heart of Midlothian FC | Scottish Premier League | 13          | 0           | 1                     | 0                     | -                              | -                              | -                              | 14    | 0     |
| 2011-2012             | Heart of Midlothian FC | Scottish Premier League | 19          | 1           | 1                     | 0                     | C3                             | 2                              | 0                              | 22    | 1     |
| Sous-total            | Sous-total             | Sous-total              | 91          | 6           | 8                     | 0                     | -                              | 4                              | 0                              | 103   | 6     |
| Total sur la carrière | Total sur la carrière  | Total sur la carrière   | 130         | 8           | 8                     | 0                     | -                              | 4                              | 0                              | 142   | 8     |

## Palmarès

### En club
- Express FC
  - Finaliste de la Coupe d'Ouganda en 2002 et en 2004.

- AS Port-Louis 2000
  - Vainqueur du Championnat de Maurice en 2003
  - Finaliste de la Coupe de Maurice en 2003.

- Kaizer Chiefs
  - Vainqueur de la Coupe d'Afrique du Sud en 2006
  - Troisième du Championnat d'Afrique du Sud en 2006.

- Heart of Midlothian FC
  - Vainqueur de la Coupe d'Écosse en 2012.

### En sélection
- Coupe CECAFA
  - Vainqueur en 2003 et en 2008